# Lista över Vietnams premiärministrar
Detta är en lista över Vietnams premiärministrar.
| Bild | Namn             | Levnadsår | Tillträdde        | Frånträdde        |
| ---- | ---------------- | --------- | ----------------- | ----------------- |
|      | Phạm Văn Đồng    | 1906–2000 | 2 juli 1976       | 18 juni 1987      |
|      | Phạm Hùng        | 1912–1988 | 18 juni 1987      | 10 mars 1988      |
|      | Võ Văn Kiệt      | 1922–2008 | 10 mars 1988      | 22 juni 1988      |
|      | Đỗ Mười          | 1917–2018 | 22 juni 1988      | 8 augusti 1991    |
|      | Võ Văn Kiệt      | 1922–2008 | 9 augusti 1991    | 25 september 1997 |
|      | Phan Văn Khải    | 1933–2018 | 25 september 1997 | 24 juni 2006      |
|      | Nguyễn Tấn Dũng  | 1949–     | 27 juni 2006      | 6 april 2016      |
|      | Nguyễn Xuân Phúc | 1954–     | 7 april 2016      | 5 april 2021      |
|      | Phạm Minh Chính  | 1958–     | 5 april 2021      | Sittande          |